# Посельский (хутор)
Посельский — хутор в Серафимовичском районе Волгоградской области. Входит в состав Теркинского сельского поселения

## География
Населённый пункт расположен на западе области, в 15 км северо-восточнее х. Теркин и находится по берегам реки Арчеда, возле лесного массива.
Площадь 42 га, хутор разбит на три отдельных квартала.
Уличная сеть состоит из двух географических объектов: Речная и Сиреневая.
Абсолютная высота 73 метра над уровня моря
.
Географическое положение
Расстояние до
центра сельсовета хутора Теркин: 15 км.
районного центра города Серафимович: 43 км.
областного центра Волгоград: 155 км.

## Население
| 2010 | 2014 | 2015 |
| ---- | ---- | ---- |
| 8    | ↗15  | ↘13  |

Гендерный состав
По данным Всероссийской переписи населения 2010 года в гендерной структуре населения из 8 человек мужчин 5, женщин — 3 (62,5 и 37,5 % соответственно).
Национальный состав
Согласно результатам переписи 2002 года, в национальной структуре населения
русские составляли 100 % из общей численности населения в 4 человека

## Инфраструктура
Развито лично-подсобное хозяйство.

## Достопримечательности
Государственный ботанический памятник природы Арчединско-Донские пески — одна из самых северных пустынь России.

## Транспорт
Улица Сиреневая связывает три квартала хутора.
Просёлочные дороги связывают хутор с близлежащими населёнными пунктами.